# 烏克蘭文化基金會
烏克蘭文化基金會（羅馬化：Ukrainskyi kulturnyi fond）是烏克蘭的一個公營機構，於2017年成立，隸屬於烏克蘭文化部。

## 歷史
2017年初，時任烏克蘭文化部部長葉夫亨·尼什丘克提出設立烏克蘭文化基金會的構想，同年3月17日，烏克蘭最高議會支持此提案，烏克蘭文化基金會正式成立。基金會的工作範圍包括執行關於文化藝術的政府政策、促進文化藝術作品的創作、維護烏克蘭文化遺產、支持藝術表演、推廣烏克蘭文化、支持海外烏克蘭人的文化項目等。

## 管理
烏克蘭文化基金會的主席由文化部部長任命，需為文化領域專業、形象良好、除烏克蘭語外還能流利使用另一門歐洲語言的人士。2018年1月，時任總統彼得·波罗申科的夫人瑪麗娜·波羅申科被任命為烏克蘭文化基金會主席，她擔任此職約兩年後於2019年12月卸任。2020年2月，前任伊万弗兰科国家学术戏剧剧院院長米哈伊洛·扎哈雷維奇被任命為烏克蘭文化基金會主席。
基金會的運營和經費管理則由執行長負責，現任執行長為尤利娅·费迪夫，她於2018年2月由監事會選出後上任。